# 鹰湖 (佛罗里达州)
鹰湖（英語：Eagle Lake），是美国佛罗里达州波爾克縣下属的一座城市。建立于1921年。面积约为3.7平方公里（约合1.4平方英里）。根据2010年美国人口普查，该市有人口2,255人。论人口在本州排行第273。